# Campionati europei di salto ostacoli 2025
I Campionati europei di salto ostacoli 2025 si sono svolti a La Coruña, in Spagna, dal 15 al 20 luglio 2025. 

## Podi
| Evento           | Oro           | Argento     | Bronzo        |
| Gara individuale | Richard Vogel | Scott Brash | Gilles Thomas |
| Gara a squadre   | Belgio        | Regno Unito | Germania      |

## Medagliere
| Posiz. | Nazione     | Oro | Argento | Bronzo | Totale |
| ------ | ----------- | --- | ------- | ------ | ------ |
| 1      | Belgio      | 1   | 0       | 1      | 2      |
| 1      | Germania    | 1   | 0       | 1      | 2      |
| 3      | Regno Unito | 0   | 2       | 0      | 2      |
| Totale | Totale      | 2   | 2       | 2      | 6      |